# مكافحة الالتزام

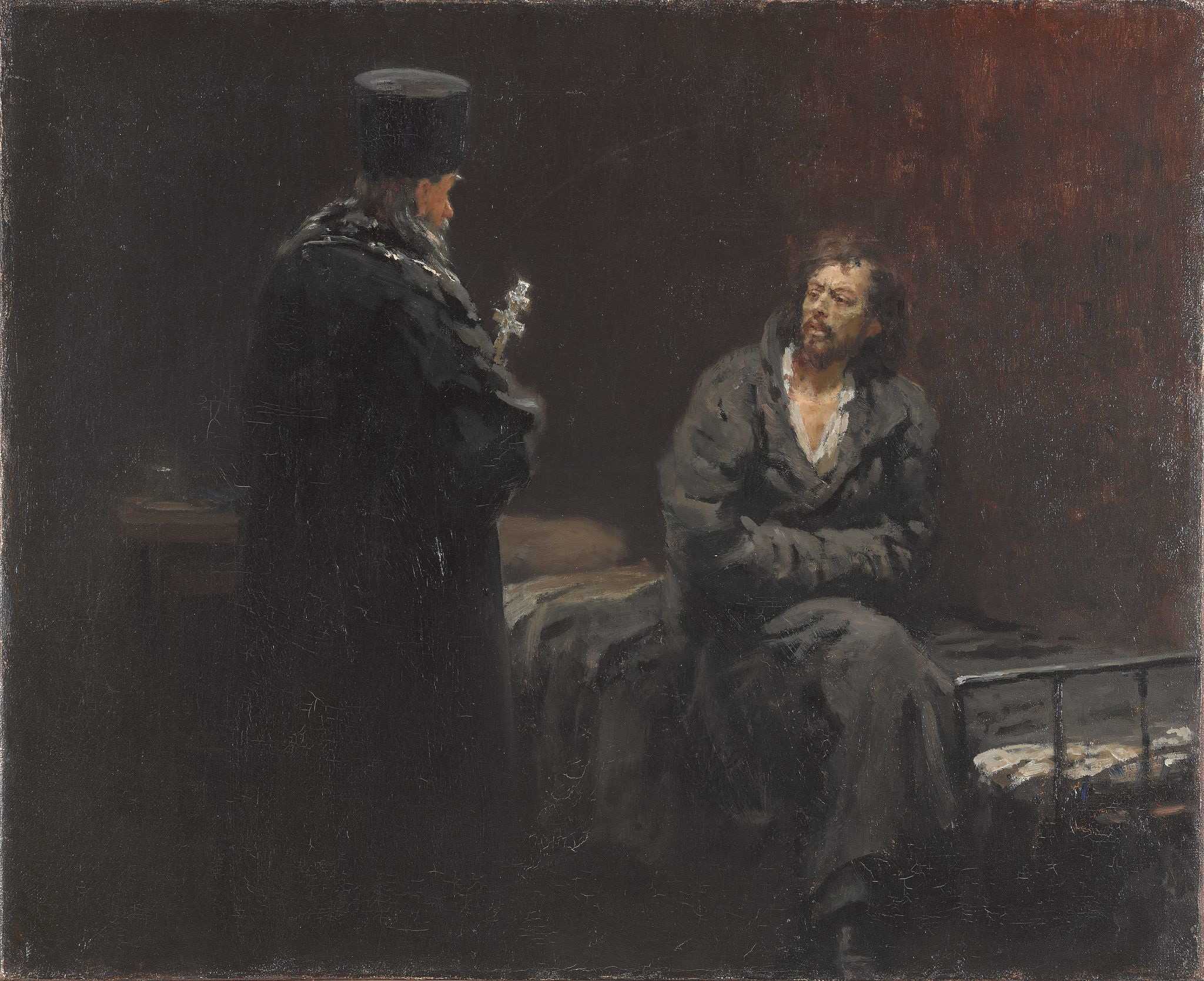
لوحة لإيليا ريبين تُعرف باسم 'رفض الاعتراف'، تُعرض الآن تحت اسمها الأصلي منذ عام 1936

يشير المصطلح مكافحة الالتزام (والمصطلح باللغة الإنجليزية مكون من كلمة anti والتي تعني مكافحة وكلمة الالتزام) إلى السلوكيات والإجراءات التي يقوم بها الإنسان لأغراض إحداث صدمات في المجتمع أو كرهه.[هل المصدر موثوق به؟] ويمكن بكل سهولة الخلط بين هذا المصطلح و«عدم الالتزام». والشخص المتميز بمكافحة الالتزام غالبًا ما يكون فردانيًا (مشتقة من الكلمة اللاتينية dividere، والتي تعني «تقسيم» أو «فصل»)، وهي تعني «الانفصال» عن الجماهير.

## الآراء الفلسفية
مكافحة الالتزام عبارة عن فلسفة ترفض الالتزام بالوضع الراهن الاجتماعي. يؤمن مكافحو الالتزام بأن الالتزام يكون مسئولاً عن العديد من المشكلات والعلل، وغالبًا ما يساوي الضغوط الواقعة للالتزام بالعناد الثقافي. وهو عكس الالتزام، وضد معايير الممارسات الراسخة ذات الصلة (في بعض الأحيان بطريقة عدائية).
تقوم |المعايير الاجتماعية بدور المرجع أو القواعد للسلوك القياسي. وغالبًا ما ينظر إلى الأفراد الذين ينحرفون عن هذه المعايير على أنهم غير طبيعيين، أو أنهم مرضى منحرفون. وقد قال أندريه جيدي، وهو كاتب فرنسي من القرن العشرين، «كل تفكير غير ملتزم يكون محل شك.»
كما يمكن أن ينظر إلى مكافحي الالتزام على أنهم مقاومون أو متمردون. وفي مقاله «التزام التخريب»، انتقد الفيلسوف باسكال بروكنر بشكل نظامي المجتمع الحديث، وبشكل أكثر تخصيصًا، الإعلام والإعلان.
وقد ألقى بيير بورديو الضوء على التزام وتجانس الأفكار التي تنقلها أغلب وسائل الإعلام.